# رين تاكاناشي
رين تاكاناشي (باليابانية: 高梨 臨) ممثلة يابانية ولدت يوم 17 كانون الأول/ديسمبر 1988 في فوناباشي، محافظة تشيبا.

## الحياة المهنية
شاركت تاكاناشي في بطولة فيلم «غوث» عام 2007 المقتبس من الرواية اليابانية «غوث» بدور الشخصية الرئيسية يورو مورينو. كما شاركت في مسلسل «ساموراي سينتاي شينكينغر» من سلسلة سوبر سنتاي عام 2009 بدور الشخصية الرئيسية ماكو شيرايشي/شينكين بينك. كما شاركت في فيلم «عودة كامين رايدر دبليو» في يوليو 2011. رين تاكاناشي عضوة في فرقة «بينك جام برينسيس» إلى جانب أربعة فنانات، وهي فرقة فنية متخصصة في الاستعراض.
شاركت مع ريو كاسي في بطولة فيلم مثل شخص واقع في الحب للمخرج عباس كيارستمي عام 2012.

## الأعمال

### أفلام
| السنة | العنوان              | الدور       |
| ----- | -------------------- | ----------- |
| 2007  | غوث                  | يورو مورينو |
| 2012  | مثل شخص واقع في الحب | أكيكو       |

### مسلسلات
| السنة | العنوان          | الدور        |
| ----- | ---------------- | ------------ |
| 2008  | روكيز            |              |
| 2015  | دكتور رينتارو    | [ 10 ]       |
| 2013  | الإخوة كارامازوف | ايندو كانوكو |

## روابط خارجية
- رين تاكاناشي على موقع IMDb (الإنجليزية)
- رين تاكاناشي على موقع أول موفي (الإنجليزية)
- رين تاكاناشي على موقع قاعدة بيانات الفيلم (الإنجليزية)
- رين تاكاناشي على موقع كينوبويسك (الروسية)